# Zamarada bicuspida
Zamarada bicuspida là một loài bướm đêm trong họ Geometridae.